# Ondřej Starosta
Ondřej Starosta (* 28. Mai 1979 in Prag) ist ein ehemaliger tschechischer Basketballspieler. Als junger Spieler wurde Starosta 2000 in die Reservemannschaft des spanischen Spitzenvereins Real Madrid aufgenommen und durfte sich auch 2006 in der Saisonvorbereitung beim NBA-Klub Cleveland Cavaliers versuchen. Letztendlich blieb ihm aber der ganze große Durchbruch versagt. Nach seinem Versuch, in der NBA Fuß zu fassen, spielt er für Vereine in der zweiten spanischen Liga LEB Oro. In der Saison 2012/13 wurde er dort zum „Most Valuable Player“ (MVP) der Spielzeit ernannt.

## Karriere
Starosta spielte bis 2000 in seiner Heimatstadt Prag für die Vereine Sparta Prag und USK, der als Slavia Prag in der Vergangenheit zu den führenden Mannschaften des Landes gehört hatte.
Im Sommer 2000 trat er mit dem Spitzenklub Real Madrid in einer Sommerliga der spanischen Liga ACB an und nahm in Slowenien bei Slovan Ljubljana an einem Probetraining teil. Starosta erhielt einen Vertrag von Real Madrid und wurde in der Spielzeit 2000/01 bei Real II in der vierten Spielklasse eingesetzt. Dort brachte es der Tscheche auf durchschnittlich 11,5 Punkte sowie 8,2 Rebounds.
Nach einem Jahr wechselte er nach Belgien zum RBC Verviers-Pepinster. In der Saison 2002/03 spielte Starosta dann in der französischen LNB Pro A für Le Mans Sarthe Basket. Die Mannschaft schied als Tabellendritter der Hauptrunde in der Halbfinalserie gegen Titelverteidiger ASVEL Lyon-Villeurbanne aus. Starosta, der bei Le Mans durchschnittlich zwölf Minuten Einsatzzeit pro Spiel bekommen hatte, ging anschließend eine Spielklasse tiefer und spielte in der zweiten Liga Pro B für den Verein aus Saint-Quentin. Nach einer Spielzeit wechselte er nach Châlons-en-Champagne zum bisherigen Ligakonkurrenten und Aufsteiger in die Pro A. In der Saison 2004/05 verpasste er in der Pro A mit durchschnittlich gut 12 Punkten und 9,4 Rebounds in 28 Minuten Einsatzzeit pro Spiel ein Double-Double nur knapp und hatte mit knapp 65 % die beste Feldwurfquote aller Spieler. Trotzdem landete der Aufsteiger auf dem vorletzten Tabellenplatz und stieg nur wegen des schlechteren direkten Vergleichs gegenüber Chorale Roanne Basket, die zwei Jahre später französischer Meister wurden, wieder ab.
Mit seiner guten Leistung hatte er sich für den bisherigen Ligakonkurrenten Illkirch-Graffenstaden Basket aus Straßburg empfohlen. Als französischer Meister spielte Strasbourg IG auch im höchsten europäischen Vereinswettbewerb EuroLeague. Doch in der Gruppenphase der Vorrunde erzielte man nur drei Siege in 14 Spielen. Titelverteidiger Strasbourg IG kam als Dritter der Hauptrunde in die Play-offs um die französische Meisterschaft, wo man in der Halbfinalserie Vizemeister SLUC Nancy Basket unterlegen war. Obwohl sich Starostas durchschnittliche Einsatzzeit gegenüber der Vorsaison halbierte und damit in gleicher Weise seine persönliche Ausbeute an Punkten und Rebounds, bekam er für die Saisonvorbereitung in den Vereinigten Staaten einen Vertrag bei der NBA-Mannschaft Cleveland Cavaliers in deren erweitertem Kader.
Nach nur einem Kurzeinsatz in einem Vorbereitungsspiel 2006 wurde Starosta wieder aus seinem Vertrag entlassen und von den Cavaliers nicht in den Saisonkader übernommen. Anschließend bekam Starosta nur noch einen Vertrag in der zweiten spanischen Liga LEB beim Verein CAI Saragossa. Der Verein war der Nachfolgeverein eines sechs Jahre zuvor aufgelösten, teilweise unter dem gleichen Sponsorennamen angetretenen Erstligisten und suchte die „Rückkehr“ in die höchste Spielklasse Liga ACB. In der Saison 2006/07 scheiterte man als Dritter der Hauptrunde in den Play-offs um den Aufstieg in der Halbfinalserie knapp in fünf Spielen gegen Climalia León.
Anschließend bestritt Starosta mit der tschechischen Nationalmannschaft die EM 2007. In der Vorrundengruppe in Palma verlor Tschechien jedoch alle drei Vorrundenspiele und wurde auf dem 13. Platz unter 16 teilnehmenden Mannschaften eingestuft. Mit seinem Verein aus Saragossa glückte in der Saison 2007/08 als überlegener Tabellenerster nach nur sechs Niederlagen in 34 Spielen der Hauptrunde der direkte Aufstieg. Starosta blieb zwar in der Saison 2008/09 im Kader von CAI Saragossa, bekam aber kaum mehr Einsatzzeit und ging im Februar 2009 wieder eine Klasse tiefer in die LEB Oro, wo er die Saison beim ehemaligen Erstligisten aus Lleida zu Ende spielte. Der Verein verpasste aber am Saisonende trotz positiver Saisonbilanz knapp wegen des schlechteren direkten Vergleichs den Einzug in die Play-offs um den Aufstieg.
Für die Saison 2009/10 bekam Starosta einen Vertrag beim Ligakonkurrenten aus Melilla, der im Meisterschaftsfinale nur knapp den Aufstieg verpasst hatte. Hinter seinem ehemaligen Verein aus Saragossa, der nach dem Abstieg den direkten Wiederaufstieg schaffte, wurde Melilla Zweiter der Hauptrunde, schied aber in der Halbfinalserie der Play-offs aus dem Rennen um den zweiten Aufstiegsplatz aus. Mit seinem nächsten Verein aus Ourense stieg Starosta als Tabellenletzter der Saison 2010/11 aus der zweiten spanischen Liga ab. Doch für die folgende Saison 2011/12 bekam er einen Vertrag bei Basket Navarra aus Pamplona, der als Hauptrundendritter in der Halbfinalserie glatt in drei Spielen gegen den späteren Aufsteiger ViveMenorca verlor.
In der folgenden Saison 2012/13 wurde Navarra zwar nur Tabellenelfter und verpasste die Play-offs um den Aufstieg, doch Starosta, der in der Vorsaison bereits einmal dank des hohen Effektivitätswerts zum wertvollsten Spieler des Spieltags ernannt worden war, war an drei Spieltagen effektivster Spieler und wertvollster Spieler des Spieltags. Auch über die gesamte Saison gesehen hatte er durchschnittlich den höchsten Effektivitätswert und wurde zum besten Spieler der Saison in der LEB Oro erklärt. Als durchschnittlich bester Rebounder mit 9,8 Rebounds pro Spiel und zweitbester Korbschütze mit 15,5 Punkten pro Spiel verpasste er ein durchschnittliches Double-Double nur knapp.
Starosta wechselte 2013 aus Spanien zum BK Inter Bratislava in die Slowakei. Dort spielte er bis 2015.